# San Blas-öarna

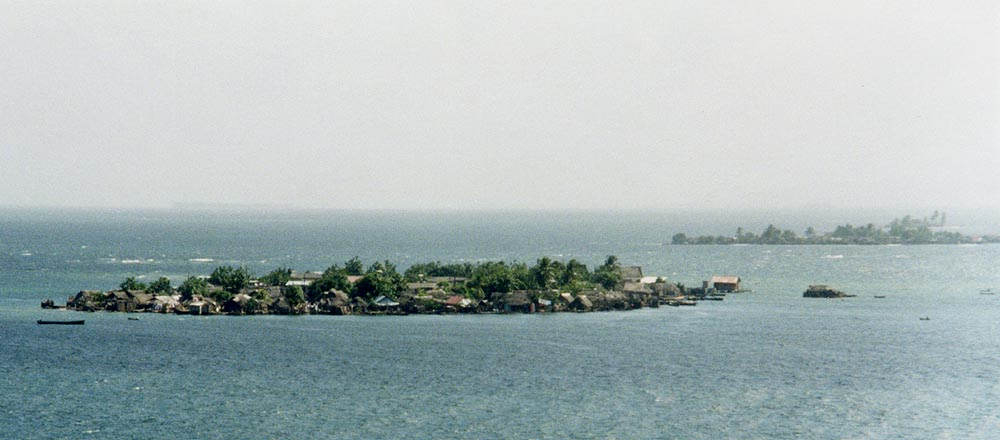
San Blas öarna, Panama

San Blas-öarna, eller Kuna Yala, är en ögrupp bestående av mellan 350 och 400 öar som tillhör Panama och ligger på den karibiska kusten i comarcan Guna Yala. Detta är Kuna-indianernas land. Stor del av befolkningen lever och bor tämligen primitivt och har fiske och kokosnötsplockning som sin huvudsakliga försörjning. Fisket sker för många från en urholkad trädstam och ett snöre med krok på eller att man går på korallreven och fångar fisk och krabbor för hand eller med spjut. Även turismen är en inkomstkälla för Kuna-indianerna, om än begränsat till ett antal öar.

## Läge
San Blas-öarna är en skärgård söder om Panamakanalens mynning i Karibiska havet. Skärgården består av 365 öar och sandrev.

## Befolkning
San Blas-öarna förvaltas av cirka 25 000 kuna, ett ursprungsfolk i Panama. Kuna kallar San Blas "Guna Yala" på sitt eget språk. Kunas-samhället är ett matriarkat och mannen bor efter äktenskapet i hustruns familj.

## Historia
När Conquistadorerna började erövra latinamerika för 500 år sedan bodde Kuna-indianerna på fastlandet i Panama. På 1800-talet började de flytta från fastlandet på grund av den dödliga malariamyggan och bosätta sig på San Blas-öarna. De odlade rotfrukter och levde på fiske och kokosnötter och handlade med pirater och äventyrare. 1903 blev Panama självständigt och San Blas-öarna blev en autonom region 1925. Under 1940-talet stoppades turister att besöka öarna. Numera är turismen en viktig inkomstkälla.

## Flora and fauna
De flesta öarna är täckta av palmer och skyddas av korallrev. Det grunda havet är rikt på fisk, hummer krabbor och musslor.

## Globaluppvärmning
Forskare rapporterade att Kuna-indianerna har drabbats av den globala uppvärmningen på grund av svårare tropiska cykloner och stigande hav.

## De viktigaste öarna

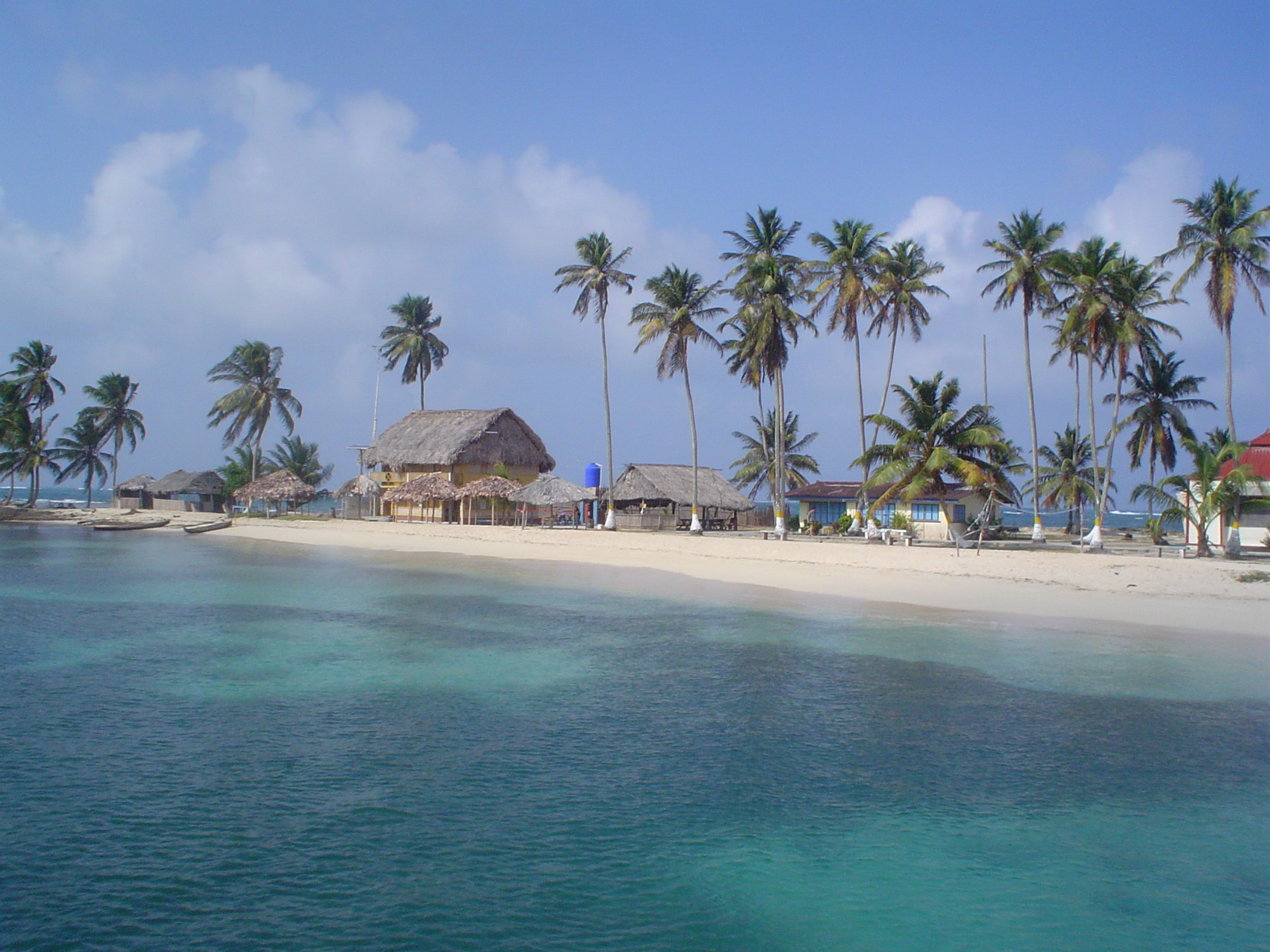
Isla El Porvenir

- El Porvenir, huvudön.
- Ukuptupu
- Narangá
- Corazón de Jesús

## Galleri

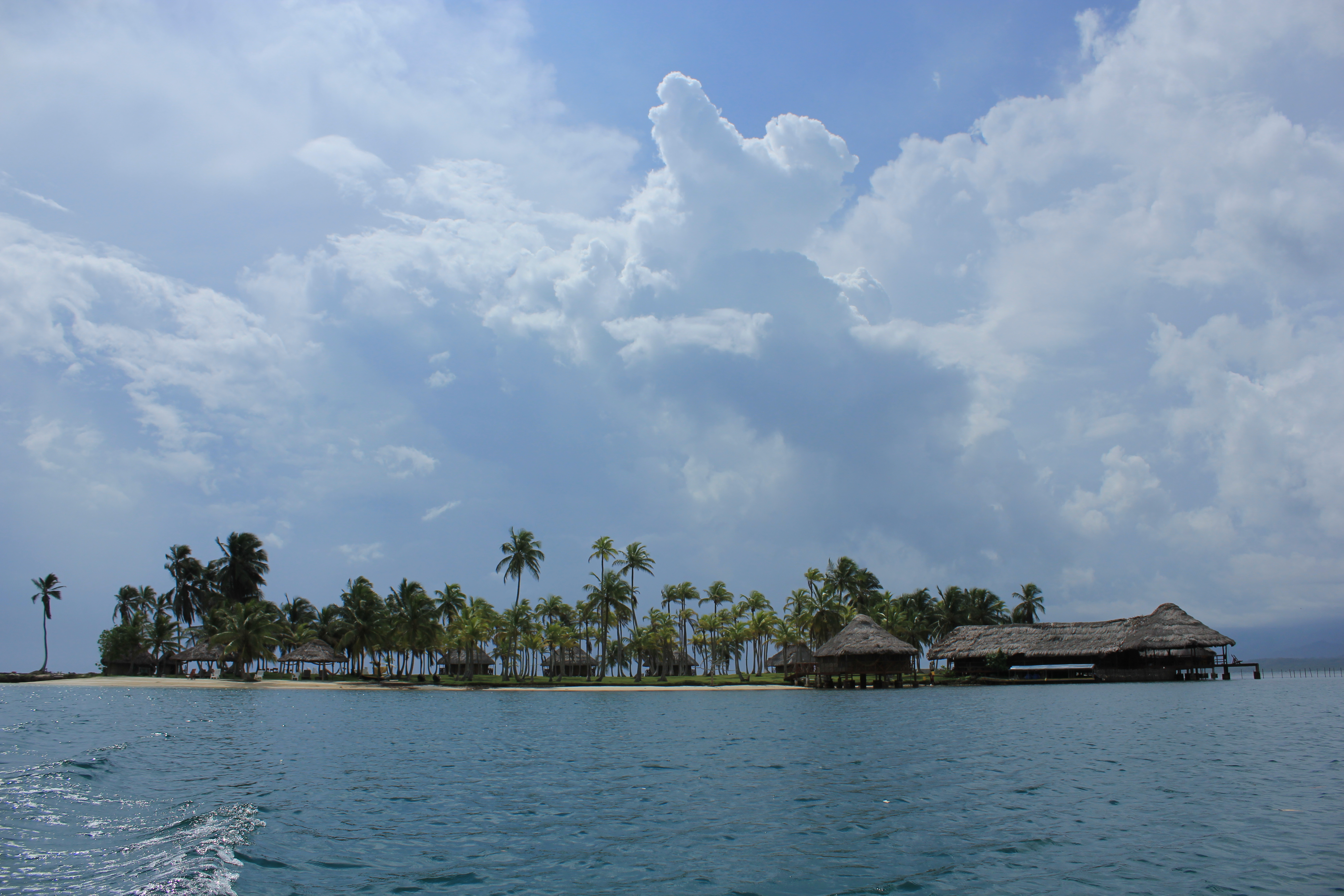
Vy över en av San Blas- öarna
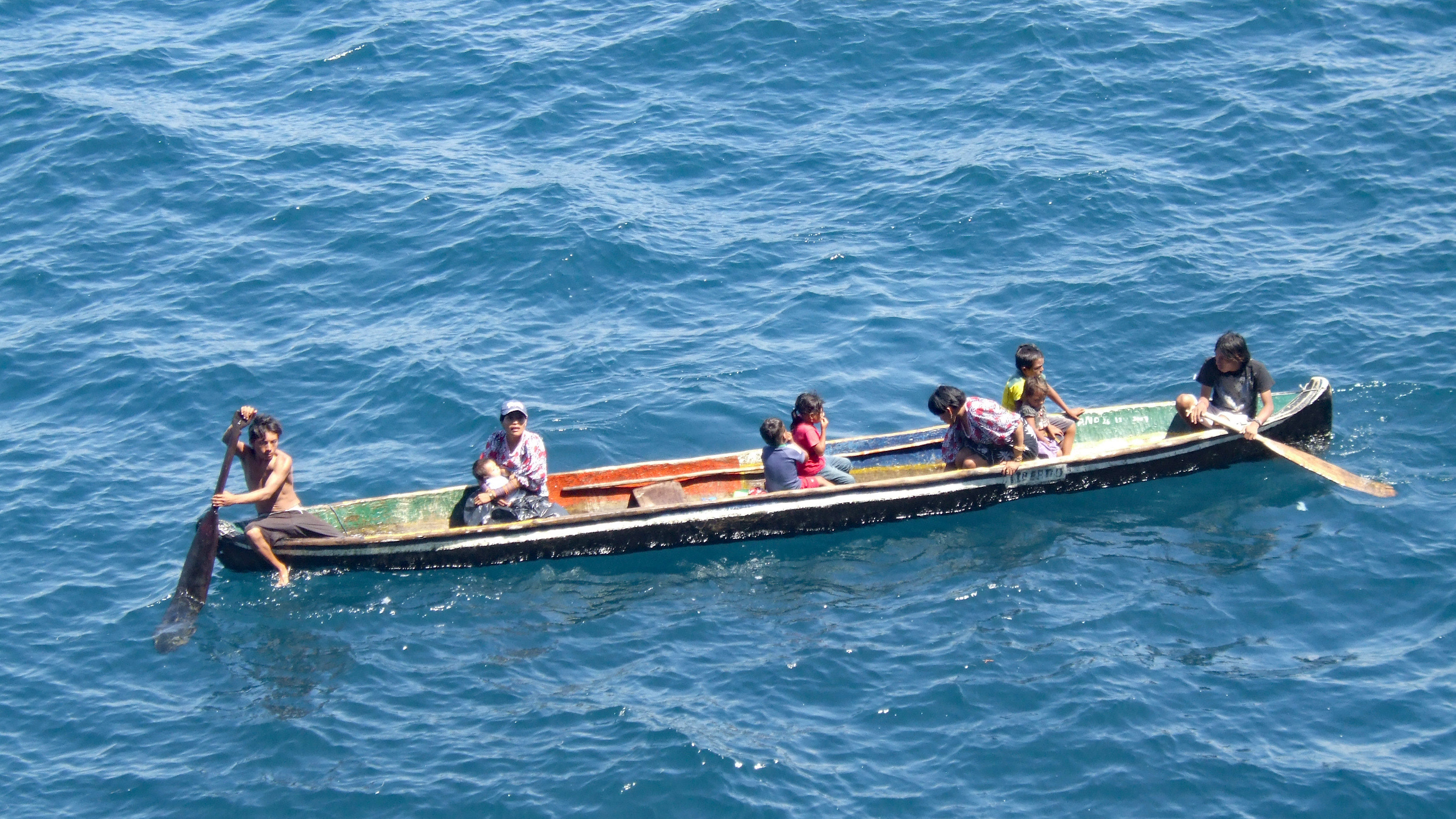
Kanot, urholkad trädstam
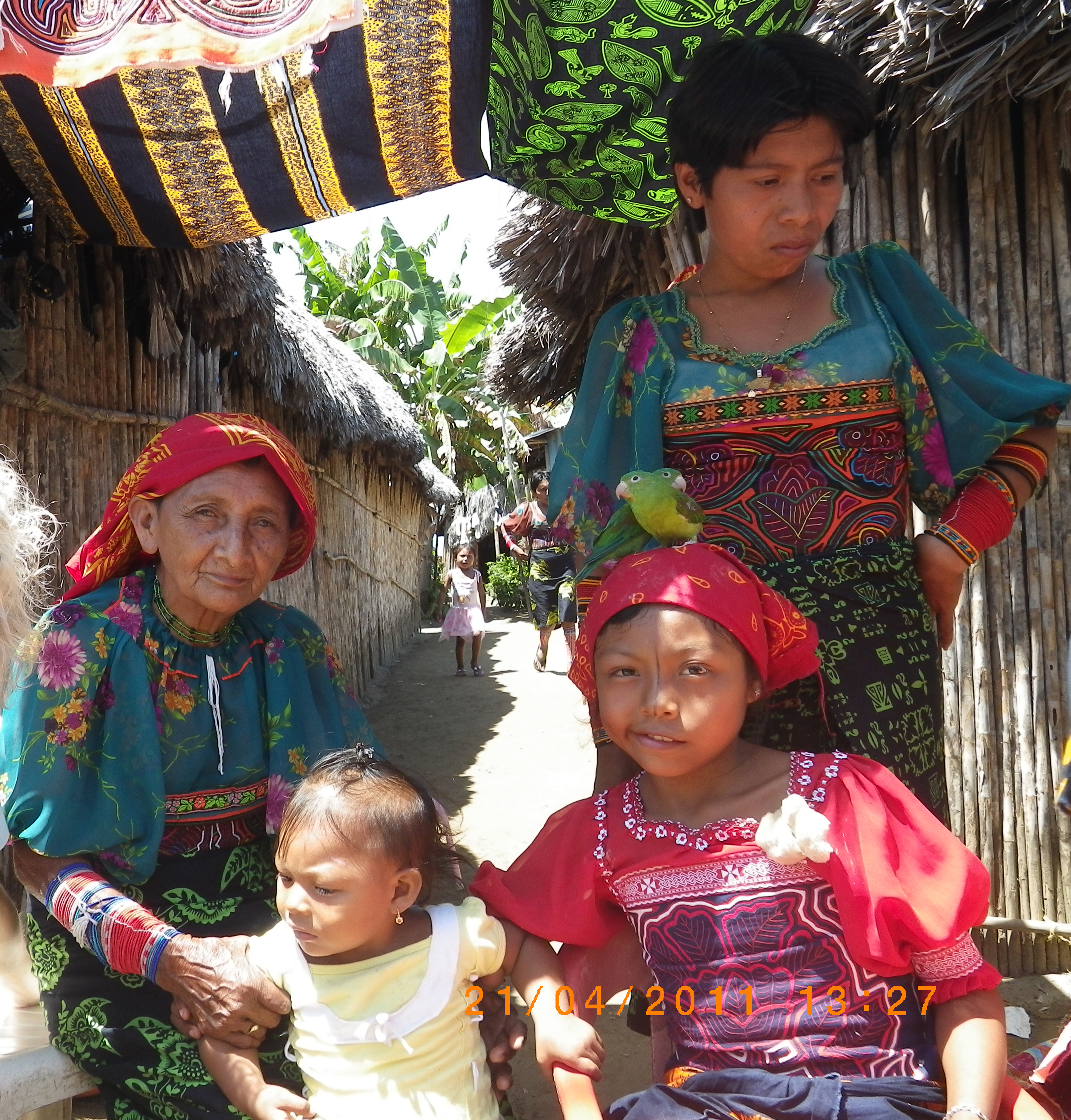
Kunafamilj i traditionell klädsel